# Leopold Dengler
Leopold Dengler (* 17. November 1812 in Karlsruhe; † 27. Januar 1866 ebenda) war ein deutscher Forstmann und Sachbuchautor.
Leopold Dengler studierte von 1832 bis 1834 an der Forstschule des Polytechnikums in Karlsruhe, der späteren Universität Karlsruhe. Im Jahr 1835 war er Praktikant im Sekretariat der badischen Forstpolizei.
Von 1839 bis 1848 arbeitete er als Bezirksförster unter anderem in Pforzheim. Bis zu seinem Tod im Jahr 1866 war er Bezirksförster in Karlsruhe und gleichzeitig zweiter forstlicher Lehrer an der forstlichen Abteilung des dortigen Polytechnikums. Er lehrte Waldbau und Wegebau und machte sich durch das Verfassen zahlreicher Schriften und seiner weitreichenden praktischen Erfahrungen einen besonderen Namen. Unter anderem überarbeitete er Gwinners Lehrbuch zum Waldbau grundlegend.

## Schriften
- Weg-, Brücken- und Wasserbaukunde für Forst- und Landwirte, Stuttgart 1863

## Herausgeber
- Wilhelm Heinrich von Gwinner: Waldbau, 4. Auflage (das. 1858)
- mit Wilhelm Heinrich von Gwinner: Monatsschrift für Forst- und Jagdwesen